# مرکز خرید بام لند
مرکز خرید بام لند یا بام لند مال مرکز خرید روبازی است که در منطقه ۲۲ تهران در کنار ساحل دریاچه خلیج فارس قرار دارد. مرکز خرید بام لند توسط مریم یوسفی و مرتضی ادیب طرحی شده است و شرکت سازنده و مالک آن شرکت گروه بام است. مرکز خرید بام لند در سال ۱۳۹۴ بازگشایی شده است. این مرکز خرید ۱۲ ساختمان ۴ طبقه جدا از هم دارد که در زیر بنای به مساحت ۶۵٬۰۰۰ متر مربع ساخته شده است که ۱۳٬۰۰۰ متر مربع آن تجاری می‌باشد. بام لند دارای ۶۰ باب واحد فروش و داری ۹۰۰ پارکینگ است. طراحی آن آمیزه از المان‌های معماری باستانی ایرانی مانند معماری شهر یزد و تخت جمشید با معماری مدرن است. مرکز خرید بام لند در سال ۲۰۱۸ توانست برای طراحی نمای خود جایزه معماری ویژه در «مسابقه بین‌المللی سالانه پریکس ورسیلز ایتالیا» در بخش قاره ای آفریقا و غرب آسیا را به دست بیاورد.

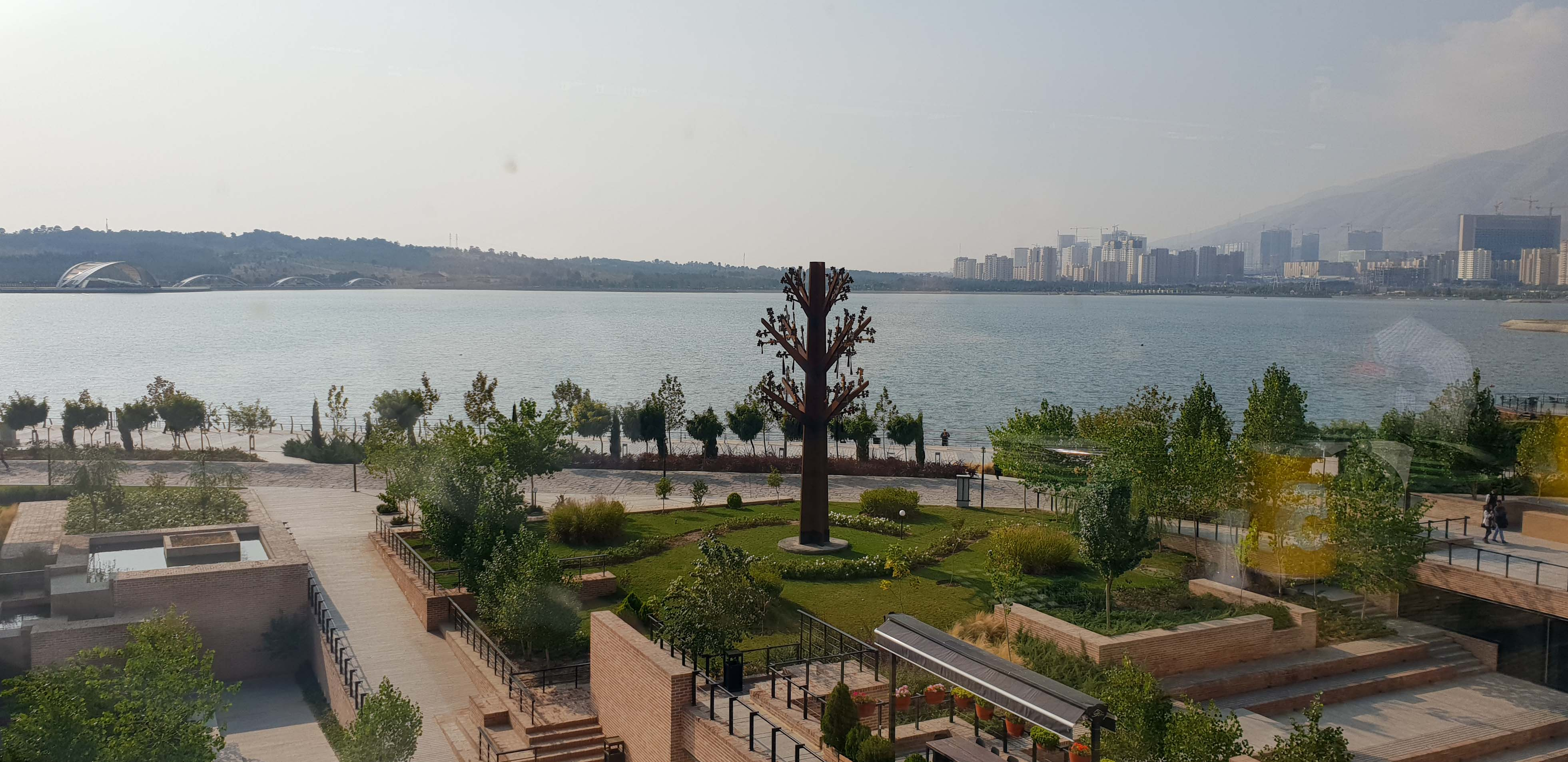
نمای بام لند از طبقه چهارم

در بام لند می‌توان مراکز خرید پوشاک، لوازم خانگی، موتورسیکلت، ماشین، ساعت و طلا را پیدا کرد. از برندهای فعال در بام لند می‌توان به اسکچرز، بنتون، کالینز، جئوکس، ال سی وایکیکی، منگو، جین وست و سفیر را نام برد. در ابتدا برندهای دیگر مانند رالف لورن و آدیداس در این مرکز خرید حضور داشته که به علت تحریم‌ها این مرکز خرید را ترک کردند. بام لند دارای تعداد زیادی از رستوران‌های ایرانی، بین اللملی و فست فود است. فست فودهایی مانند جو، چیکن فکتوری، برگر فکتوری، امیر شکلات، باروژ و کافه شمرون و رستوران‌های ایرانی مانند رفتاری، اندیز، چراغان و ته‌دیگ در بام لند حضور دارند. همچنین «رستوران کشتی رویال لانژ بام» در ساحل غربی بام لند قرار دارد، این رستوران به صورت یک کشتی است که روی آب در کنار ساحل پهلو گرفته است.
بخش تفریحی بام لند با زیر ساختی به مساحت ۳۵٬۰۰۰ به دو دسته بازی‌های رایانه و مجازی و شهربازی دسته‌بندی می‌شوند. در شهربازی بام لند امکاناتی مانند تاب پرواز، تشک پرش آزاد، فوتبال دستی انسانی، بیلیارد، تیراندازی با کمان و اسلحه، پیست پاتیناژ بام لند و شهربازی سر پوشیده کیدز گاردن بام لند موجود است. در بخش مجازی آن امکاناتی مانند «وی آر لند» که در آن می‌توان با عینک ویرا هستی تفریحاتی مانند اسکی‌بازی، قایق‌سواری و کوه‌نوردی را تجربه کرد و «واقعیت مجازی زاویه بام لند» که در آن می‌توان بازی‌های رایانه ای را به صورت مجازی بازی کرد. همچنین بام لند دارای پیست دوچرخه سواری، قایق‌سواری و اسکله ماهیگیری است. در کنار ورودی دوم مرکز خرید بام لند مکانی برای برگذاری شاهنامه خوانی، موسیقی زنده و سایر اجراهای فرهنگی و هنری در نظر گرفته شده است.

## بیشتر بخوانید
- فهرست مراکز خرید در ایران

## یادداشت
1. ↑  international Prix Versailles annual awards

## پیوست
1. 1 2 3  «بام لند تهران | آدرس، عکس و معرفی (1403)». کارناوال ☀️ راهنمای سفر | karnaval. دریافت‌شده در ۲۰۲۴-۱۰-۱۹.
2. 1 2 3 4 5 6 7  "Bamland (Tehran): The most modern Tehran recreational complex - HotelOneClick". WorldOneTravel (به انگلیسی). Retrieved 2024-10-19.
3. 1 2 3  "Bam Land Shopping Mall | Top Ten Tehran". toptenteh.com (به انگلیسی). Retrieved 2024-10-19.
4. ↑  «مرکز خرید بام لند چیتگر». محله ما، راهنمای شهری تهران. ۲۰۲۰. دریافت‌شده در ۲۰۲۴-۱۰-۱۹.
5. 1 2 3 4 5  هوتمیک (۲۰۲۳-۱۱-۱۵). «مرکز خرید بام لند تهران (چیتگر). مسیرها و امکانات». هومتیک. دریافت‌شده در ۲۰۲۴-۱۰-۱۸.
6. 1 2  «وبگاه رسمی گروه توسعه مهندسی بام». وبگاه رسمی گروه بام. ۲۰۲۴. دریافت‌شده در ۲۰۲۴-۱۰-۱۸.
7. ↑  «لیست تفریحات بام لند تهران 1403». یومگ|مجله گردشگری یوتراوز. ۲۰۲۴-۰۸-۲۵. دریافت‌شده در ۲۰۲۴-۱۰-۱۹.
8. 1 2  «بام لند تهران | تفریحات و امکانات مرکز خرید باملند». سفرمارکت. ۲۰۲۳. دریافت‌شده در ۲۰۲۴-۱۰-۱۹.
9. ↑  «بام لند تهران | فلای تودی». Flytoday. ۲۰۲۳. دریافت‌شده در ۲۰۲۴-۱۰-۱۹.
10. ↑  "فهرست سالانه Prix Versailles | سال 2015 تا 2024". prix-versailles (به انگلیسی). 2024. Retrieved 2024-10-19.
11. ↑  "فهرست جوایز سالانه Prix Versailles |سال 2018". prix-versailles (به انگلیسی). 2018. Retrieved 2024-10-19.
12. ↑  فرزانه، صدف (۲۰۲۲-۰۹-۱۹). «رستوران‌های بام لند؛ ایرانی، ایتالیایی، فرنگی در یکجا!». مجله جاباما | مرجع راهنمای سفر ایرانگردی. دریافت‌شده در ۲۰۲۴-۱۰-۱۹.
13. ↑  بلاگ پینتو (۲۰۲۴). «10 تا از بهترین رستوران‌های بام لند تهران برای قرارهای دو نفره». Pinto. دریافت‌شده در ۲۰۲۴-۱۰-۱۹.
14. ↑  «کافه رستوران کشتی رویال لانژ: منو، قیمت، آدرس، نقد و بررسی | فودیسم». foodism.app. دریافت‌شده در ۲۰۲۴-۱۰-۱۹.
15. ↑  Sara Delavar (۲۰۲۳). «معرفی 10 مدل از رستوران‌های بام لند دریاچه چیتگر». ملکاژان. دریافت‌شده در ۲۰۲۴-۱۰-۱۹.
16. 1 2  سفرمارکت (۲۰۲۳). «فهرست بازی‌های شهربازی چیتگر یا دریاچه خلیج فارس». سفرمارکت. دریافت‌شده در ۲۰۲۴-۱۰-۱۹.

## پیون به بیرون
- وبگاه رسمی بام لند
- اینستگرام مرکز خرید بام لند